# 인더숲 BTS편
《인더숲 BTS편》(영어: in the soop BTS)는 대한민국의 JTBC에 방송된 예능 프로그램이며, 음악 그룹 방탄소년단의 완전체이자 7명의 멤버(RM, 진, 슈가, 제이홉, 지민, 뷔, 정국)가 힐링과 관찰을 통해 결합하는 리얼리티 프로그램이다.

## 기획 의도
숲에서 여유롭게 휴식을 즐기는 방탄소년단의 모습을 담은 프로그램이다.

## 방송 일정
| 방송 채널 | 방송 기간                          | 방송 시간                    | 비고   |
| --------- | ---------------------------------- | ---------------------------- | ------ |
| JTBC      | 2020년 8월 19일 ~ 2020년 10월 7일  | 매주 수요일 밤 11:00 ~ 12:10 | 시즌 1 |
| JTBC      | 2021년 10월 15일 ~ 2021년 11월 5일 | 매주 금요일 밤 9:00 ~ 10:20  | 시즌 2 |

## 에피소드 목록
- 시즌 1에는 강원도 춘천시에 위치한 레이크192 장소가 있다.
- 시즌 2에는 강원도 평창군에 위치한 봉평면 펜션 장소가 있다.

## 시청률
최저 시청률과 최고 시청률은 시청률 조사회사와 지역별로 시청률에 차이가 있을 수 있습니다.
| 회차           | 방송일         | AGB 시청률     |
| 회차           | 방송일         | 대한민국(전국) |
| 시즌1 (2020년) | 시즌1 (2020년) | 시즌1 (2020년) |
| -------------- | -------------- | -------------- |
| 1              | 8월 19일       | 1.260%         |
| 2              | 8월 26일       | 0.887%         |
| 3              | 9월 2일        | 0.893%         |
| 4              | 9월 9일        | 1.012%         |
| 5              | 9월 16일       | 0.878%         |
| 6              | 9월 23일       | 0.908%         |
| 7              | 9월 30일       | 0.973%         |
| 8              | 10월 7일       | 0.741%         |
| 시즌2 (2021년) |                |                |
| 1              | 10월 15일      | 1.4%           |
| 2              | 10월 22일      | 0.9%           |
| 3              | 10월 29일      | 1.0%           |
| 4              | 11월 5일       | 1.0%           |

## 참고 사항
- 방탄소년단이 완전체로서 출연하는 프로그램이다.
- 프로그램 재방송과 다시보기 풀영상 서비스[1]를 제공하지 않는다.